# Línea 41 de TMB
La línea 41 es una línea regular de autobús urbano de la ciudad de Barcelona, gestionada por la empresa TMB. Hace su recorrido entre la Pl. Francesc Macià y Av. de Icaria, a partir del 18/11/13 con la entrada en funcionamiento de la H16. El 15/9/14 se vuelve a reducir ahora a la pl. Urquinaona con las nuevas H14 y H16, cambia su terminal a plaza de Catalunya.

## Otros datos
| Prestación                  | Disponibilidad en la línea |
| --------------------------- | -------------------------- |
| Adaptada a                  | Sí                         |
| TMB iBus (tiempo de espera) | Sí                         |
| Pantallas informativas      | Sí                         |
| Línea de tránsito rápido    | No                         |
| Circula en días festivos    | Sí                         |